# ناحیه عین بابوش
ناحیه عین بابوش (به عربی: دائرة عین بابوش) یک ناحیه در الجزایر است که در استان ام‌البواقی واقع شده‌است.